# Władysław Radomski
Władysław Feliks Radomski (ur. 18 maja 1887 w Mogilnie, zm. 4 grudnia 1976 w Kościanie) – polski przedsiębiorca, kupiec i rolnik, organizator życia gospodarczo-handlowego w Wielkopolsce, prezes Związku Polskich Kupców Zbożowych, ziemianin. 

## Życiorys
Urodził się w wielodzietnej rodzinie Bazylego (1847–1912) i Anny z Rosińskich (1849–1932). Uczęszczał do gimnazjum w Trzemesznie. W 7 klasie zmuszony do wystąpienia z powodu przynależenia do Towarzystwa Tomasza Zana. W latach 1912–1914 był prezesem „Sokoła” w Janówcu. W 1914 został wcielony do wojska niemieckiego i przydzielony do intendentury. 
Po wyjściu z wojska pracował w Średmie, gdzie był inicjatorem tajnej Rady Ludowej. Brał udział w oswobodzeniu Śremu w czasie powstania wielkopolskiego. Ok. 1925 osiadł w majątku Rakówka. Działał społecznie. Był prezesem Związku Polskich Kupców Zbożowych, członkiem Izby Przemysłowo-Handlowej, wiceprezesem Giełdy Zbożowej i Towarowej oraz członkiem Zarządu Głównego Związku Towarzystw Kupieckich w Poznaniu. Do 1939 roku był wicedyrektorem Polskiego Biura Eksportu Zboża w Gdańsku. 9 sierpnia 1936 został ciężko ranny w wypadku w Orłowie Morskim, kiedy samochód osobowy, którym podróżował jako pasażer, zderzył się z autobusem. 
Senator II kadencji wybrany w 1928 roku z województwa poznańskiego z Listy Chrześcijańskiej Demokracji.
W pierwszych dniach II wojny światowej ostrzeżony przez Niemca, że znajduje się na liście osób, które mają być rozstrzelane na rynku w Śremie, uciekł do Warszawy.
Po wojnie wrócił do swojego majątku Rakówka. Po jego przejęciu przez państwo dekretem o reformie rolnej pracował w różnych instytucjach w Śremie, Inowrocławiu i Poznaniu. Zatrudniony w banku w Kościanie, z którego wyrzucono go w 1952 roku tuż przed emeryturą.
Zmarł 4 grudnia 1976. Pochowany na cmentarzu katolickim parafii NMP Wniebowziętej w Kościanie (sektor IVa-11-9).
Był mężem Marty z d. Herde (1890–1963), z którą miał czwórkę dzieci: Bazylego (1915–1989), Ludmiłę Martę Mirosławę (1916–1938), Krystynę Środę (ur. 1917) i Wojciecha Szczęsnego (ur. ok. 1918).

## Ordery i odznaczenia
- Srebrny Krzyż Zasługi (24 grudnia 1928)[4]